# Amilcare Beretta
Amilcare Emilio Egidio Beretta (* 10. Dezember 1885 in Mailand; † 12. November 1959 ebenda) war ein italienischer Schwimmer und Wasserballspieler.

## Karriere
Beretta nahm 1908 erstmals an Olympischen Spielen teil. In London scheiterte er in den Wettbewerben über 100 m Rücken und 200 m Brust jeweils im Vorlauf. 1920 war er ein weiteres Mal Teilnehmer der Olympischen Spiele. In Antwerpen erreichte er mit der italienischen Wasserballmannschaft den elften Rang. Bei den Sommerspielen in Paris war er 1924 als Schiedsrichter im Wasserball eingesetzt.
Auf nationaler Ebene konnte der Sportler zwischen 1904 und 1908 fünf italienische Meistertitel im Schwimmsport erringen.